# Florentino Pérez
Florentino Pérez Rodríguez (født 8. marts 1947 i Hortaleza, Madrid, Spanien) er en spansk forretningsmand, tidligere politiker og nuværende præsident i den spanske fodboldklub Real Madrid samt præsident for ACS.
Han skulle have været præsident for det foreslåede projekt om en europæisk fodboldliga for de største klubber kaldet The Super League.
| Efterfulgte: Lorenzo Sanz   | Præsident i Real Madrid 2000–2006 | Efterfulgtes af: Fernando Martín |
| Efterfulgte: Vicente Boluda | Præsident i Real Madrid 2009–     | Efterfulgtes af: -               |